# Agnieszka Holland

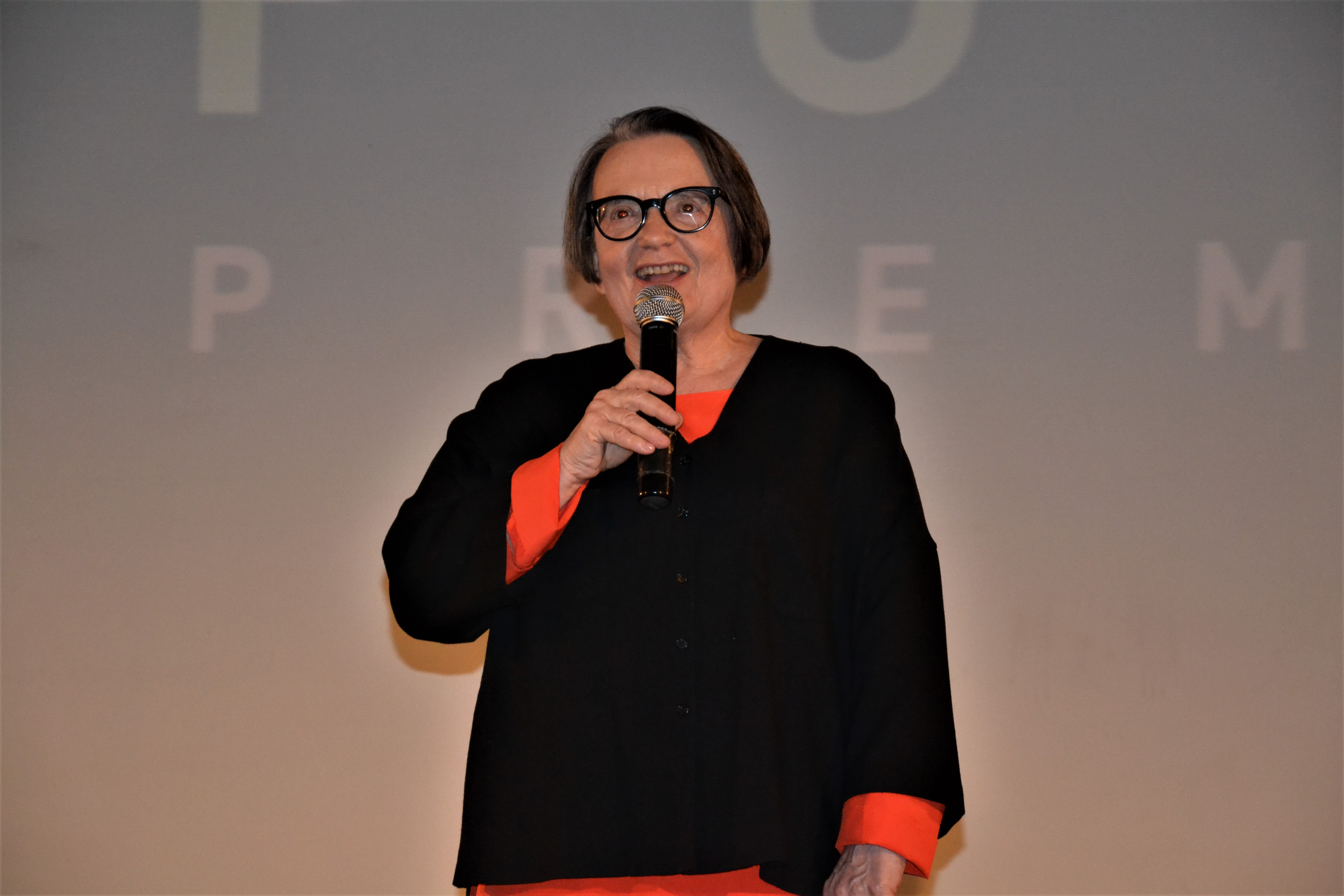
Agnieszka Holland, en 2017.

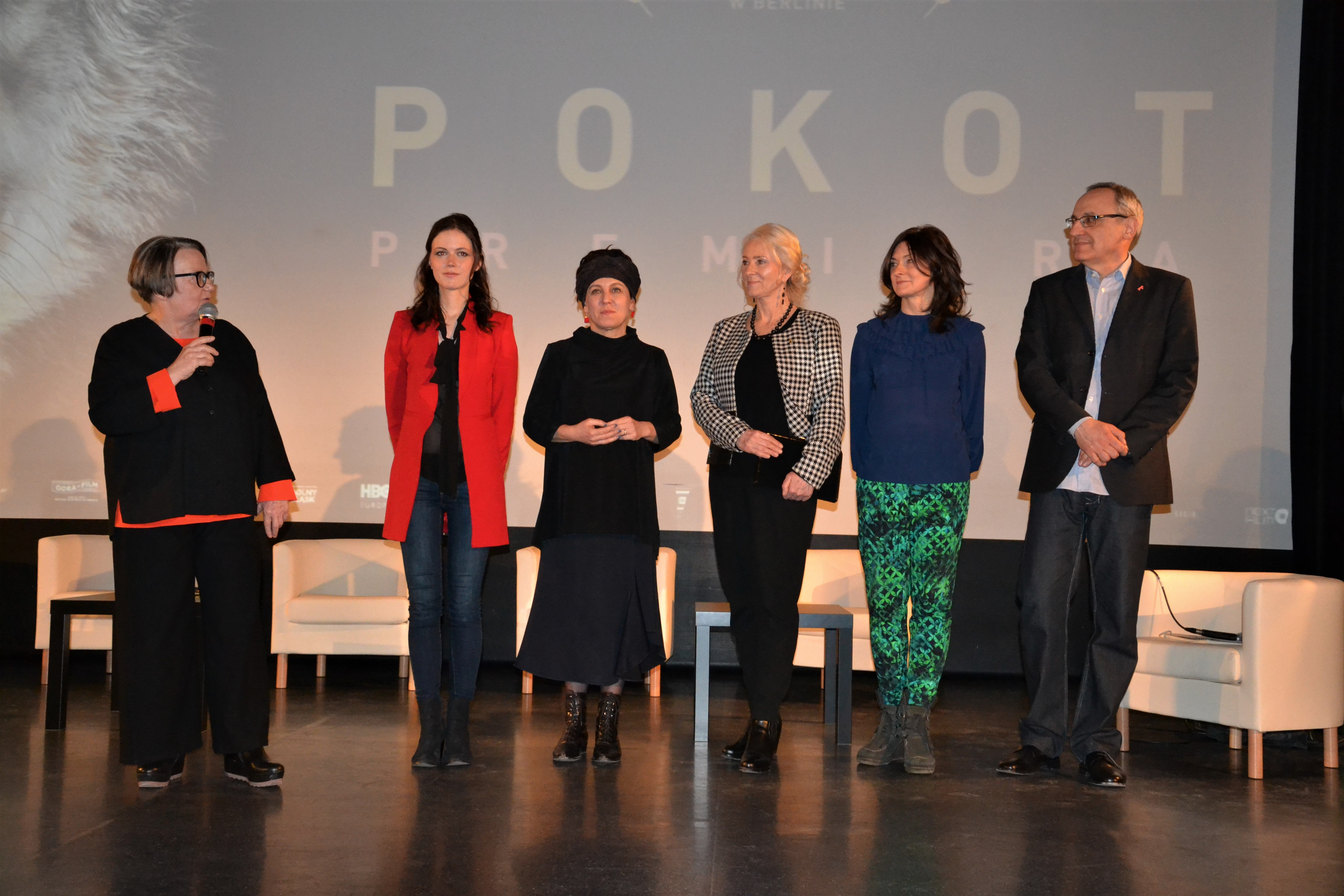
Pokot

Agnieszka Holland (Varsovia; 28 de noviembre de 1948) es una directora y guionista de cine y televisión polaca.

## Origen familiar
Nacida de una pareja de periodistas, su padre era judío y luchó junto al Ejército Rojo en la Segunda Guerra Mundial, mientras que su madre era católica, razón por la que la hija fue criada en el catolicismo. Ambos progenitores trabajaron después de la guerra en un periódico local de la ciudad de Varsovia y, debido a eso, la directora estuvo en contacto desde muy niña con los diversos temas políticos y sociales que afectaban a la Polonia de época comunista.[cita requerida]

## Trayectoria

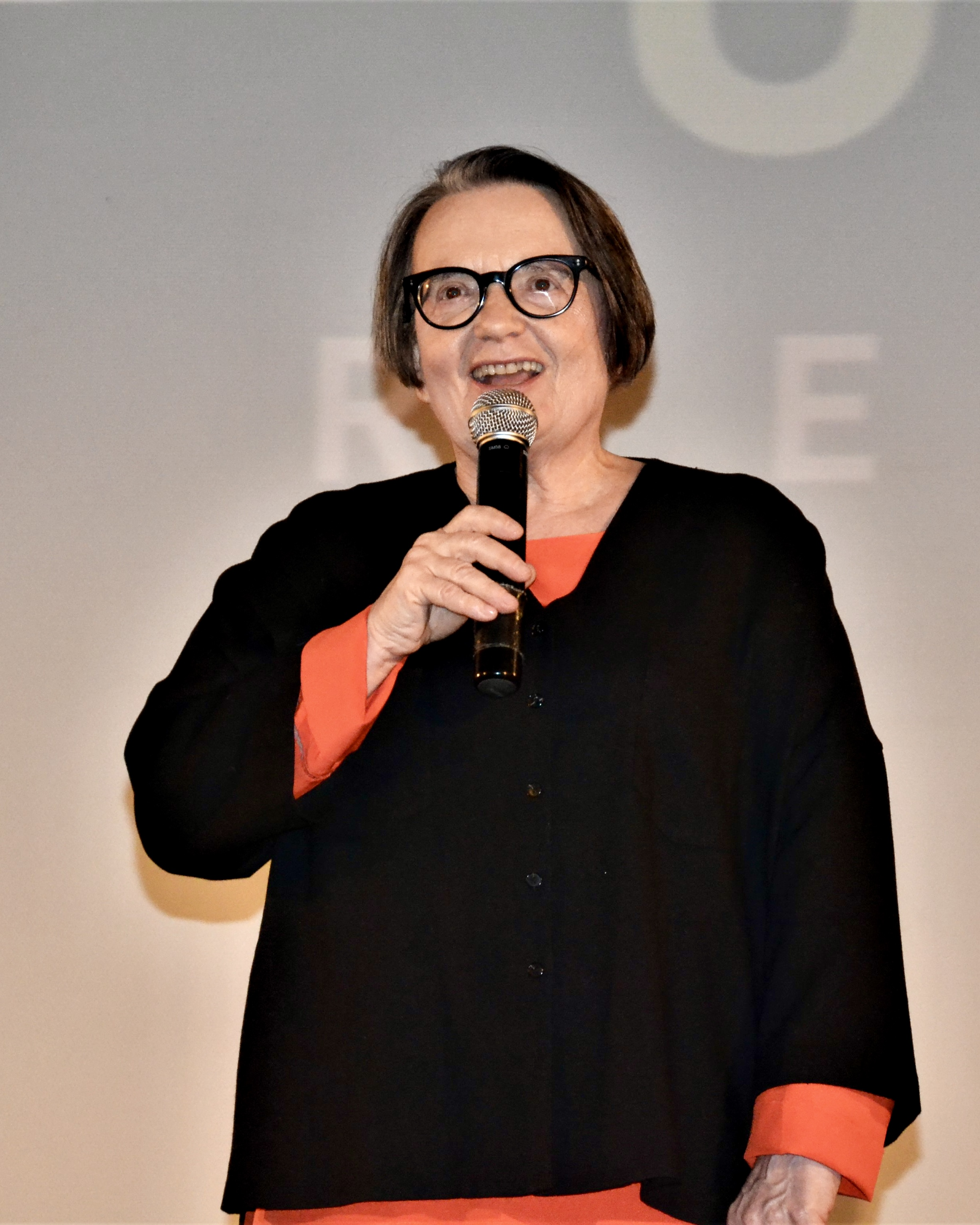
Agnieszka Holland en 2017

Reconocida por sus politizadas contribuciones a la nueva ola del cine polaco, Agnieszka Holland es considerada como una de las más prominentes cineastas polacas. Holland se graduó en la Academia de Cine y Televisión de Praga (FAMU) en 1971 y empezó su carrera como asistente de dirección de directores polacos como Krzysztof Zanussi (Illuminacja, 1973) y Andrzej Wajda, (Danton, 1982). 
La primera película importante de Holland fue Actores de Provincia (Aktorzy Prowincjonalni, 1978), una crónica de las tensas relaciones entre los bastidores de una pequeña compañía de teatro que sirve como metáfora de la situación política polaca contemporánea. La película ganó el Premio Internacional de la Crítica del Festival de Cannes (1980).
Holland dirigió dos películas más en Polonia, Fever (Gorączka, 1980) y A Lonely Woman (Kobieta samotna, 1981), antes de emigrar a Francia, en vísperas de que el general Jaruzelski declarara el estado de sitio en Polonia en diciembre de 1981.[cita requerida]
Holland recibió una nominación al Oscar a la mejor película de habla no inglesa por Angry Harvest (Bittere Ernte, 1985), una producción alemana sobre la huida de una mujer judía durante la Segunda Guerra Mundial.
En 1990, realizó el filme Europa Europa, basada en la biografía de Solomon Perel, un adolescente judío que huyó de Alemania a Polonia después de la Noche de los cristales rotos en 1938. Tras el estallido de la Segunda Guerra Mundial y la invasión de Polonia, Perel huyó al sector de Polonia ocupado por la Unión Soviética. Al ser posteriormente capturado por los alemanes durante la Operación Barbarroja en 1941, Soloman consigue convencer a un oficial alemán de ser un joven alemán, para pasar a encontrarse enrolado en las Juventudes Hitlerianas. 
La película recibió una recepción fría en Alemania y el comité alemán que seleccionaba las películas para los Óscar no la incluyó como candidata para el Óscar a la mejor película extranjera de 1991 en representación del país. No obstante, la película se convirtió en la película alemana de más éxito en Estados Unidos, ganando el Globo de Oro y una nominación al Oscar al mejor guion adaptado.
Como amiga del gran escritor y director polaco Krzysztof Kieślowski, Holland ha colaborado en el guion de su película Tres colores: Azul. Como Kieślowski, Holland frecuentemente analiza temas relacionados con la fe en su trabajo. 
En una entrevista concedida en 1988, la directora afirmó que, aunque las mujeres eran importantes en sus películas, el feminismo no es el tema central de su trabajo, y añadió que, cuando hacía sus películas en Polonia bajo el régimen comunista, se daba una atmósfera de solidaridad intergenérica contra la censura, que fue considerada como un problema político.[cita requerida]
Es madre de la directora de cine Kasia Adamik.

## Filmografía
| Año  | Título                                | Notas                        |
| ---- | ------------------------------------- | ---------------------------- |
| 2023 | Frontera verde                        |                              |
| 2020 | Charlatan                             |                              |
| 2019 | Mr. Jones                             |                              |
| 2017 | Pokot                                 |                              |
| 2011 | En la oscuridad                       |                              |
| 2009 | Janosik. Prawdziwa historia           | Codirección con Kasia Adamik |
| 2006 | Copying Beethoven                     |                              |
| 2006 | A girl like me: The Gwen Araujo Story | Película para televisión     |
| 2002 | Julia Walking Home                    |                              |
| 2001 | Shot in the heart                     | Película para televisión     |
| 2001 | Golden dreams                         | Cortometraje                 |
| 1999 | El tercer milagro                     |                              |
| 1997 | Washington Square                     |                              |
| 1995 | Vidas al límite                       |                              |
| 1993 | El jardín secreto                     |                              |
| 1992 | Olivier, Olivier                      |                              |
| 1991 | Largo desolato                        | Película para televisión     |
| 1990 | Europa Europa                         |                              |
| 1988 | Conspiración para matar a un cura     |                              |
| 1987 | Kobieta samotna                       | Película para televisión     |
| 1985 | 'Kultura'                             |                              |
| 1985 | Bittere Ernte                         |                              |
| 1982 | Les cartes postales de Paris          | Película para televisión     |
| 1981 | Goraczka (Dzieje jednego pocisku)     |                              |
| 1979 | Actores de provincia                  |                              |
| 1977 | Cos za cos                            | Película para televisión     |
| 1977 | Zdjecia próbne                        |                              |
| 1977 | Niedzielne dzieci                     | Película para televisión     |
| 1976 | Wieczór u Abdona                      |                              |
| 1976 | Obrazki z zycia                       |                              |
| 1970 | Hrích boha                            | Cortometraje                 |

| Año  | Título              | Notas       |
| ---- | ------------------- | ----------- |
| 2018 | 1983                | 2 episodios |
| 2018 | The First           | 2 episodios |
| 2017 | The Affair          | 1 episodio  |
| 2015 | House of Cards      | 2 episodios |
| 2014 | El bebé de Rosemary | 2 episodios |
| 2013 | Hořící keř          | 3 episodios |
| 2013 | Bez tajemnic        | 4 episodios |
| 2013 | Treme               | 5 episodios |
| 2009 | Cold Case           | 4 episodios |
| 2008 | The Wire            | 3 episodios |
| 2007 | Ekipa               | 6 episodios |
| 1999 | Teatr Telewizji     | 6 episodios |
| 1995 | Fallen Angels       | 1 episodio  |

## Literatura
- Quart, Barbara Koenig (1988). Women Directors: The Emergence of a New Cinema. New York: Praeger. ISBN 0-275-93477-2.

## Premios y distinciones
Premios Óscar
| Año  | Categoría                 | Película      | Resultado |
| ---- | ------------------------- | ------------- | --------- |
| 1986 | Mejor película extranjera | Coronel Redl  | Nominada  |
| 1992 | Mejor guion adaptado      | Europa Europa | Nominada  |
| 2012 | Mejor película extranjera | In Darkness   | Nominado  |

Festival Internacional de Cine de San Sebastián
| Año  | Categoría      | Película          | Resultado |
| ---- | -------------- | ----------------- | --------- |
| 2006 | Premio del CEC | Copying Beethoven | Ganadora  |

En el marco de la Semana de Cine Polaco, en mayo del 2025, Holland fue invitada a recibir la Medalla de la Cineteca Nacional 2025 y a dar una clase magistral.